# بروس موريسون (سياسي)
بروس موريسون (بالإنجليزية: Bruce Morrison) هو محامي وسياسي أمريكي، ولد في 8 أكتوبر 1944 في نيويورك في الولايات المتحدة. حزبياً، نشط في الحزب الديمقراطي. وقد انتخب عضو مجلس النواب الأمريكي.